# SWATH

La línea de flotación de un navío SWATH es la principal diferencia con un catamarán.

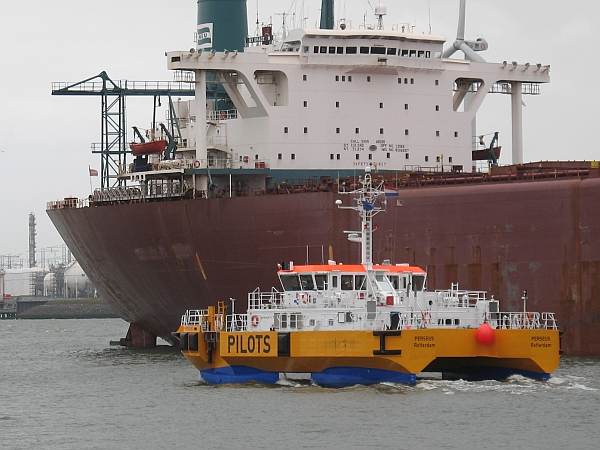
Barco tipo SWATH usado para transportar prácticos en el puerto de Róterdam.

Un SWATH (siglas de las palabras inglesas Small Waterplane Area Twin Hull/ = Acuaplano Doble Casco y Área Pequeña) es un navío tipo catamarán con una leve superficie de flotación . El concepto fue inventado por el canadiense Frederick G. Creed en 1938. Un SWATH es un navío impulsado a motores que posee dos cascos, cada uno de los cuales está —en relación con los catamaranes comunes — profundamente sumergido. La plataforma central está unida a los cascos por junturas puestas al nivel de flotación de tal forma que parece que la estructura superior se apoya en dos submarinos.

## Características
Lo interesante de la configuración SWATH es la mejora de la estabilidad de la nave durante temporales ya que, al estar los cascos profundamente —en relación con los catamaranes y trimaranes comunes— sumergidos y estar reducida la superficie sobre la línea de flotación el navío sufre mucho menos el efecto desestabilizador del oleaje o de las rachas de viento. Este tipo de navío puede ser semisumergible merced a que puede poseer compartimentos estancos o balastos en los cascos.
Sus oscilaciones se reducen 20 a 50 % en comparación con un monocasco de igual carga de desplazamiento. Pero por contrapartida, al tener más superficie bajo la línea de flotación, la fricción con el agua aumenta reduciendo la velocidad.
La disminución de la superficie de flotación implica que la anchura de este tipo de nave debe ser proporcionalmente aumentada para mantener una estabilidad transversal suficiente.

## Utilidad
La tecnología SWATH se aplica actualmente en barcos tripulados estacionarios, en navíos de investigación científica y más ocasionalmente en servicios de transbordador.

En la actualidad (diciembre de 2008) un solo paquebote SWATH ha sido construido: el Radisson Diamond recientemente rebautizado Asia Star.

## Ejemplos
- El paquebote Asia Star, ex-Radisson Diamond
- El Cetus y el 'Elbe (barcos tripulados estacionarios)
- El ferry Prinses Maxima
- La nave de guerra stealth o furtiva Sea Shadow de la Armada de los Estados Unidos

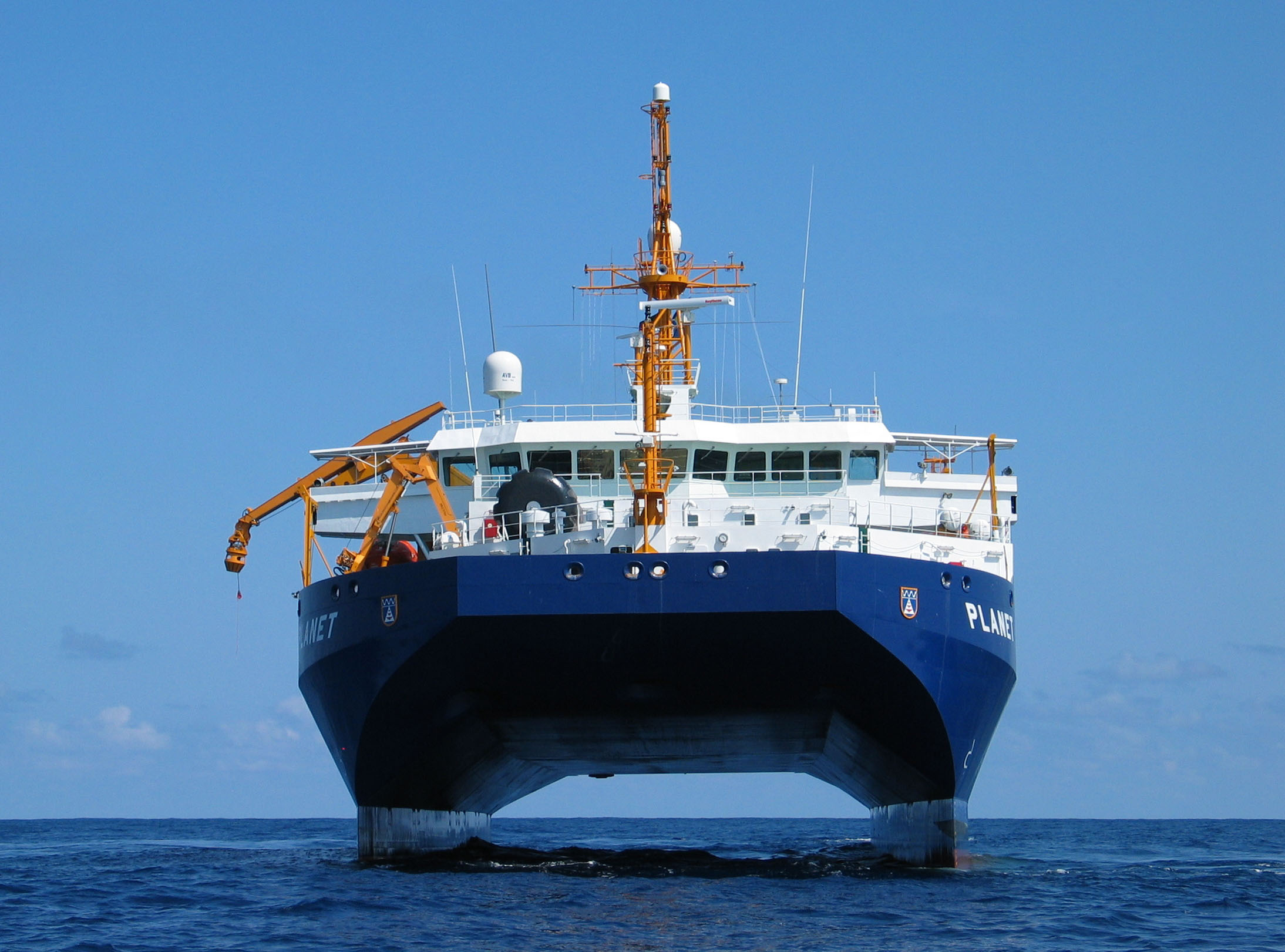
Navío SWATH civil Planet Longitud 73m
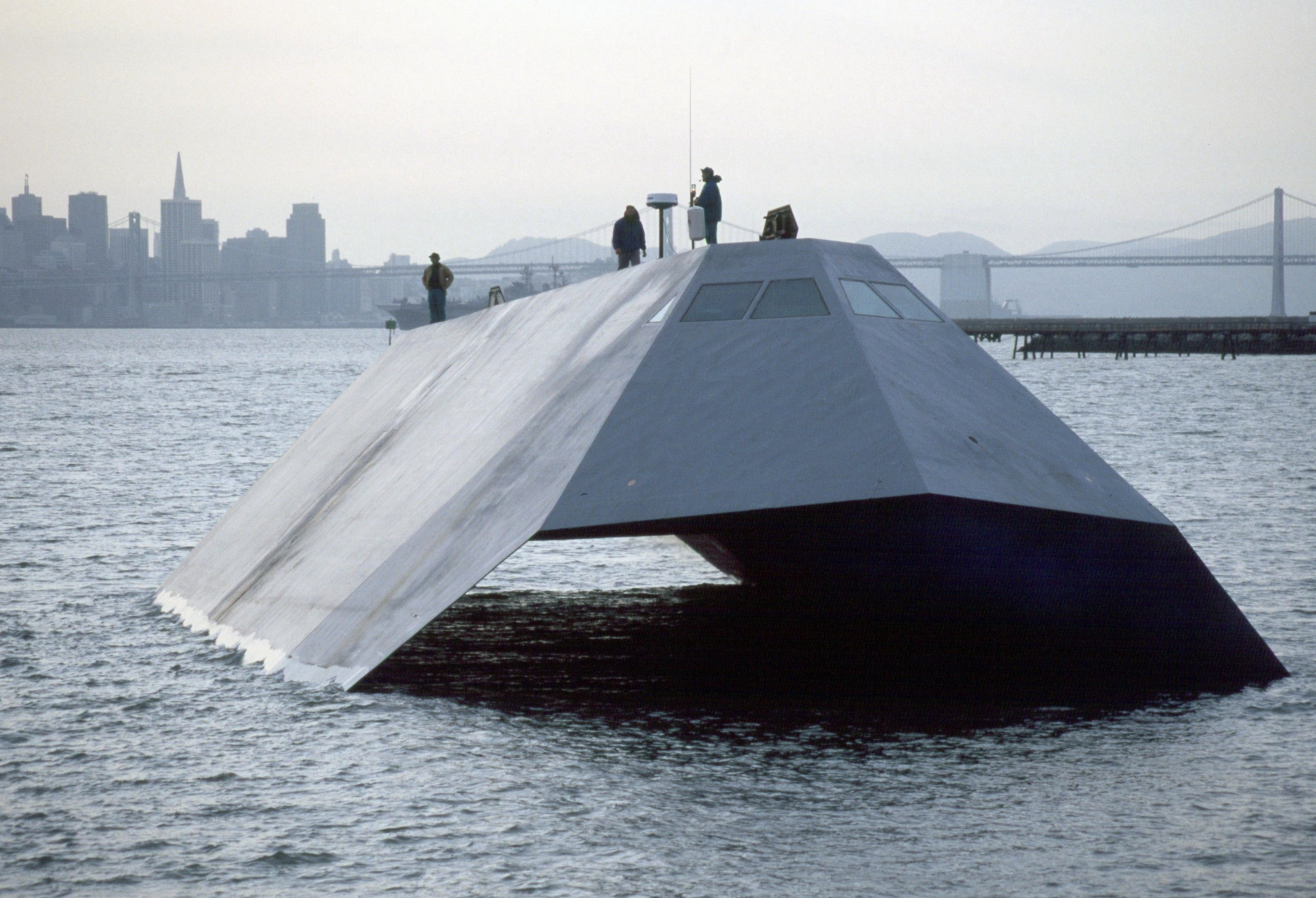
El Sea Shadow.
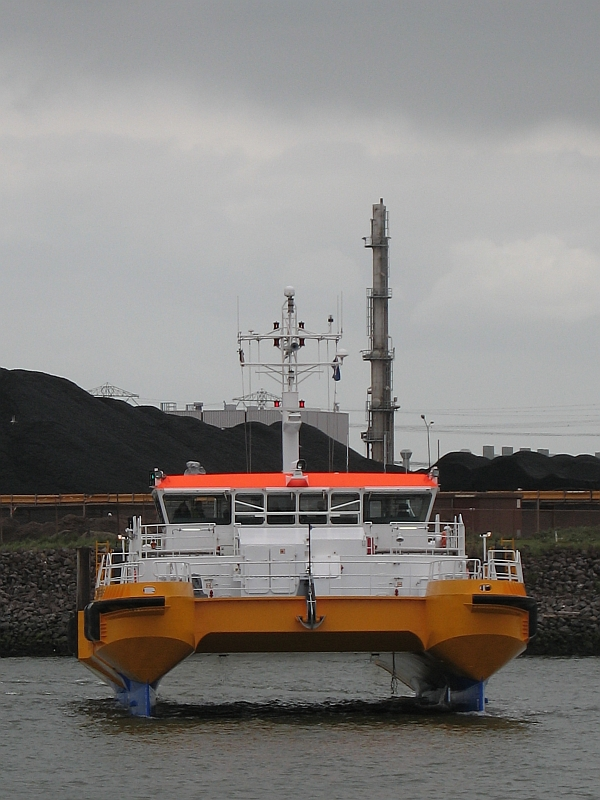
Barco de prácticos del puerto de Róterdam